# Charles Camichel
Charles Camichel (Montagnac (Hérault), 1871 — Lavaur, 1966) foi um físico francês.
Tornou-se membro da Académie des Sciences, em 1936.
Lecionou eletricidade industrial na Université Lille Nord de France e no Institut industriel du Nord da École Centrale de Lille, de 1895 a 1900, sucedendo Bernard Brunhes.. 
Pertenceu depois ao corpo docente da Universidade de Toulouse. Seu curso impulsionou a criação do Instituto de Engenharia Elétrica, sendo seu primeiro diretor. Este instituto tornou-se depois a École nationale supérieure d'électrotechnique, d'électronique, d'informatique, d'hydraulique et des télécommunications.